# هنریک نیلسن (ژیمناست)
هنریک نیلسن (نروژی: Henrik Nielsen; ۳ نوامبر ۱۸۸۶ – ۸ اوت ۱۹۷۳) ژیمناست هنری اهل نروژ بود.